# Carles Coto
Carles Coto Pagès (Figueres, 11 febbraio 1988) è un ex calciatore spagnolo, di ruolo centrocampista.